# Eleonora Plantagenet
Eleonora Plantagenet zwana również Nadobną Dziewicą z Bretanii, Bretońską Damą oraz Perłą Bretanii (1182/84–10 sierpnia 1241) – najstarsza córka księcia Bretanii Godfryda II oraz Konstancji bretońskiej. Jako dziedziczka (wedle porządku nie-salickiego) ziem angielskich, andegaweńskich oraz akwitańskich od 1203 roku stanowiła potencjalne zagrożenie dla swojego stryja Jana bez Ziemi oraz kuzyna Henryka III, przez co była więziona od 1202 roku do śmierci. Fakt ten uniemożliwił jej objęcie władzy w księstwie Bretanii.
Podobnie jak cesarzowej Matyldy oraz Elżbiety York, jej prawo do tronu miało niewielkie poparcie wśród baronów. Istnieje osąd jakoby jej uwięzienie było jednym z "najbardziej nieuzasadnionych czynów króla Jana". Choć żyła dość wygodnie, formalnie wolna od oskarżeń i poza celą, pozostawała więźniem stanu. Nie pozwolono jej wyjść za mąż, była uważnie strzeżona nawet po ukończeniu wieku uniemożliwiającego posiadanie potomstwa.

## Dzieciństwo
Eleonora straciła ojca w wieku dwóch lat i była wychowywana przez stryja, Ryszarda Lwie Serce oraz babkę Eleonorę akwitańską. Oznaczało to, że znajdowała się pod ciągłą kuratelą Andegawenów, przez co nawet matka Konstancja nie uznała jej jako potencjalnej następczyni na tronie bretońskim. Kiedy Artur, młodszy brat, został domniemanym dziedzicem Anglii i Brytanii, stała się jedną z najlepszych kandydatek na żonę swoich czasów. W 1190 roku, kiedy Ryszardowi nie udało się wydać swojej siostry Joanny za brata Saladyna, Al-Adila, zaproponował w jej miejsce Eleonorę; negocjacje spełzły na niczym, jako że Al-Adil nie był zainteresowany przyjęciem chrześcijaństwa. W 1193 roku została zaręczona z Fryderykiem Babenbergiem, synem księcia Austrii Leopolda V, co było jednym z warunków mających zagwarantować oswobodzenie Ryszarda z rąk cesarza. Jednakże w następnym roku, kiedy podróżowała do Austrii pod opieką Baldwina z Bethune, książę zmarł, co unieważniło zaręczyny i, ponaglana rozkazem papieskim, musiała wrócić.
W lecie 1195 roku powstała koncepcja wydania jej za Ludwika, syna króla Francji Filipa II Augusta, celem utworzenia sojuszu między królami, jednak i ten plan spalił na panewce. Kolejnym projektem było małżeństwo z Odonem III burgundzkim, któremu w 1198 roku sprzeciwił się Filip, zakazujący jakichkolwiek koligacji z krewnymi Ryszarda, bez wcześniejszej zgody.

## Uwięzienie

### Za Jana
Po śmierci Ryszarda I rozpoczęła się walka o władzę pomiędzy 12-letnim Arturem i Janem, bratem zmarłego. Eleonora znajdowała się prawdopodobnie pod kontrolą Jana, kiedy ten pokonał Artura pod Mirebeau. Nie ma wzmianek jakoby została schwytana podczas walki. Artur zniknął w tajemniczych okolicznościach w 1203 roku. Mimo że Eleonora pozostawała potencjalną następczynią Jana (nie posiadającego wówczas potomstwa), nie istnieją przesłanki jakoby już wówczas zdecydował się uwięzić bratanicę.
6 grudnia tego samego roku Jan zbiegł z Normandii zabierając Eleonorę. Początkowo miała zostać zabrana na północ Anglii, a następnie do Bristolu, gdzie strzegło jej czterech rycerzy. Wiosną 1204 roku Filip II zażądał jej uwolnienia celem wydania za mąż za jego młodszego syna. Księżniczka była wówczas przetrzymywana w zamku Corfe, strzeżona przez Szczepana z Thornhamu oraz 25 oddanych jej francuskich knechtów. Po próbie ucieczki 22 z nich zostało złapanych i zagłodzonych. Eleonora mieszkała w wieży Gloriet, jadała posiłki w długiej sali i zezwalano jej na spacery wzdłuż murów. Miała także trzy służki, dostarczano jej materiał na ubrania i bieliznę, a także 5 marek na kwartał. Od Jana dostała także siodło ze złoconymi wodzami oraz szkarłatnymi zdobieniami, co oznaczało, iż nie była de facto więziona. Król przesyłał jej także figi i migdały. Zachowała się lista zakupów sugerująca, iż Eleonora odżywiała się po szlachecku.
Początkowo Jan organizował wycieczki lokalnych baronów, którzy odwiedzali Eleonorę, zaświadczając o jej dobrym traktowaniu. W 1206 roku powierzył jej opiekę Robertowi z Vieuxpontu. W 1208 roku biskupi Nantes, Vannes i Cornouaille podjęli nieudaną próbę wynegocjowania wolności dla księżniczki. Wielu jej popleczników zostało wygnanych. Została również zmuszona do przekazania władzy nad Bretanią i Richmondem Janowi. Po śmierci Artura Eleonora, jako najstarsza córka Konstancji, powinna była zostać księżną Bretanii. Bretońscy baronowie, obawiający się przekazania ziem w ręce Jana, oddali mitrę książęcą jej młodszej siostrze przyrodniej, Alicji. Pomimo to Eleonora była tytułowana 5. hrabiną Richmondu oraz księżną Bretanii, dzięki zezwoleniu Jana. Król kazał jej także napisać list do bretońskich baronów i kleru, opisujący jej życie w uwięzieniu, wyrażający nadzieję na oswobodzenie oraz zachęcający ich do przybycia do Anglii celem wynegocjowania jej uwolnienia. Jest to jedyny zachowany dokument napisany przez Eleonorę. W maju została przeniesiona do Salisbury.
W 1209 roku król Szkocji Wilhelm I Lew wysłał do Jana swoje córki, Małgorzatę i Izabelę, jako zakładniczki; obie królewny były przetrzymywane w zamku Corfe wraz z Eleonorą. W czerwcu 1213 roku Jan przesłał zakładniczkom zielone szaty, płaszcze podbite jagnięcą skórą oraz letnie trzewiki. Czasem zezwalano im na przejażdżki w obstawie strażników. Eleonora dostała ciemnozielone szaty i peleryny z batystu oraz kapelusze lamowane gronostajem.
W 1213 roku Jan użył Eleonory próbując zmusić Piotra I Mauclerka, męża Alicji i współwładcę Bretanii do wejścia w sojusz z Anglią, kusząc go tytułem hrabiego Richmondu; Piotr pozostał wierny Francji nawet gdy Jan pojmał w Nantes jego starszego brata Roberta. Tego samego roku Jan ogłosił Anglię lennem kościelnym, wobec czego papież Innocenty III uznał się protektorem Eleonory. W lutym 1214 roku Jan rozpoczął walki w Akwitanii i Poitou (mając przy sobie Eleonorę, królową i księcia Ryszarda) przeciwko Alicji, chcąc osadzić bratanicę jako marionetkową władczynię; plan nie powiódł się w wyniku porażki pod Roche-au-Moine. W lipcu Jan wycofał wojska do Anglii, jednakże zorientowawszy się, iż nie zdoła zrealizować przedsięwzięcia, uznał prawo Alicji do tronu i nigdy już nie poparł roszczeń Eleonory.
Napięcie między Janem a baronami przerodziło się w 1215 roku w wojnę, w której udział wziął królewicz francuski Ludwik; dokonał inwazji, celem zdobycia tronu angielskiego, do którego rościł sobie prawo będąc po kądzieli wnukiem Henryka II. Sprzeciwiał się temu papież, uważając, iż to Eleonora posiada większe prawo do tronu. Kiedy 15 czerwca uchwalono "Wielką Kartę Swobód" jednym z warunków było wypuszczenie przez Jana wszystkich zakładników, zarówno walijskich, jak i szkockich królewien; Eleonora została pominięta.
Istnieje kilka wersji co do tego, gdzie Eleonora była przetrzymywana. Wedle niektórych w zamku Corfe, wedle innych w zamku bristolskim. Jednak w pismach kancelaryjnych Henryka III znajduje się zapis, iż opiewający na 117 funtów rachunek za utrzymanie Eleonory dotyczył zamku w Gloucesterze.

### Za Henryka III
Jan zmarł pod koniec wojny w 1216 roku. Choć wedle praw primogenituralnych Eleonora miała większe prawo do korony, angielscy baronowie wybrali Janowego syna, 7-letniego Henryka, pozostawiając 32-letnią księżniczkę, nadal piękną i niepokorną pod kuratelą Piotra z Maulay.
Jako że roszczenia księżniczki do Anglii i Akwitanii pozostawały zagrożeniem dla syna, Jan przed śmiercią zażądał, aby Eleonora nigdy nie została oswobodzona. W ten sposób pozostawała pod ciągłym aresztem niezależnie od wielkości wykupnego, jakie Bretończycy chcieliby za nią dać; taki stan rzeczy nigdy nie przyniósł ujmy Henrykowi w oczach poddanych. Jej życie została zagwarantowane w traktacie pomiędzy Anglią a Francją. W 1219 roku jej hrabstwo (Richmond) zostało przekazane Piotrowi I bretońskiemu, który w zamian zaakceptował Wilhelma Marshala jako regenta Henryka; ziemie nigdy nie zostały jej zwrócone, nawet kiedy Piotr wyrzekł się ich w 1235 roku. Henryk tytułował Eleonorę, pozbawioną wszelkich nadań, "królewską krewną" lub "naszą kuzynką".
W 1221 roku pojawiły się plotki dotyczące planu uwolnienia Eleonory i dostarczenia jej na dwór francuski. W 1225 roku Piotr z Maulay został oskarżony o spiskowanie z królem Francji, którego finałem miało być oswobodzenie uwięzionej – w efekcie szlachcic wypadł z łask. Oskarżenia mogły być fałszywe, by zdyskredytować Maulaya oraz Piotra des Rochesa, który wiosną 1234 roku również utracił poparcie króla. Niezależnie od tego, czy spisek był prawdziwy, Eleonora została przeniesiona dalej od wybrzeża. Od czerwca 1222 roku była przenoszona między Gloucesterem (31 lipca 1222-20 lipca 1223), Marlborough (20 sierpnia-9 października 1223 i styczeń 1224) i Bristolem (przed 29 września 1224). Ostatecznie trafiła do Bristolu przed czerwcem 1224, gdzie była odwiedzana przez króla.
Choć Henryk ustanowił prawo mające zapobiec legalnej sukcesji Eleonory, od 1223 roku wraz ze swymi poplecznikami podjął starania, aby nadal trzymać ją w areszcie. Sam wybierał strażników, których często wymieniano. Wśród nich znaleźli się: Engelard z Cigogné, Walter z St. Audoen, Ryszard z Landy, Gilbert z Greinville, Ralf Musard, Robert Lovel i Mateusz z Walop. Pomimo tego Eleonora była traktowana jak szlachcianka; odnotowano także, iż dostawała liczne podarunki od rodziny królewskiej – dziczyznę, owoce, orzechy i wina. Była odziewana w odpowiednie, choć nie wykwintne ubrania. Od 1225 roku otrzymywała pensję. Henryk wysłał jej 50 jardów lnu, trzy podwiki, 50 funtów migdałów i rodzynek oraz kosz fig; sprezentował jej także nowe siodło, co dowodzi, iż miała prawo do przejażdżek konnych. Rozkazał także lokalnemu baliwowi, aby zwiększył liczebność jej służby. Zarządca co roku pokazywał ją publice, aby przeciwdziałać plotkom, jakoby była krzywdzona. Być może oznacza to, że lokalny lud darzył ją sympatią. Często odwiedzali ją baliwowie, burmistrzowie oraz bogaci mieszczanie czy szlachcianki, aby zaświadczyć o jej bezpieczeństwie. W listopadzie 1237 roku pojawiła się w Woodstock. Tego samego roku trafiła ponownie do Gloucesteru, pod opiekę Wilhelma Talbota, z którym kłóciła się. Szeryf Jan Fitzgeoffrey opłacał jej wydatki. Na Wielkanoc lub w listopadzie 1238 roku została ponownie przeniesiona do Bristolu.

## Śmierć i spuścizna
Eleonora zmarła jako mniszka w 1241 roku, w wieku 57 lat. Początkowo została pochowana w klasztorze św. Jakuba, a następnie jej szczątki przeniesiono do opactwa w Amesbury, zgodnie z ostatnią wolą. Rozpatrując związek Amesbury z Plantagenetami, wybór miejsca spoczynku był zapewne znakiem podporządkowania i lojalności wobec dynastii, jednak mógł być także ostatnim protestem wobec losu jaki przypadł jej oraz bratu Arturowi – opactwo było dedykowane Marii z Nazaretu oraz św. Melorowi, młodemu bretońskiemu księciu zamordowanemu przez wuja, który zagarnął jego tron. Żadne z miejsc nie posiada pomnika ku jej czci.
"Kronika z Lanercostu" twierdzi, że skruszony Henryk miał przekazać Eleonorze złotą koronę tuż przed śmiercią. Eleonora miała nosić ją przez jeden dzień, a następnie zwrócić księciu Edwardowi.
Fakt śmierci zanotowali autorzy "Annałów Londyńskich", w których znalazła się linijka: Alienora quondam comitis Britanniæ filia, in custodia diuturni carceris strictissime reservata ("Eleonora, córka zmarłego hrabiego Bretanii, w długim areszcie najsroższego więzienia pozostająca"), oraz nota, iż była prawowitą dziedziczką tronu angielskiego; Henryk przez lata po jej śmierci nie był skłonny przyznać, iż nie był dziedzicznym królem. W "Annałach z Tewkesbury" znajduje się zapis Alienora de Britannia consanguinea domini regis Henrici Angliæ z datą IV Id Aug ("Eleonora, kuzynka króla Anglii Henryka"). "Kronika z Lanercostu" opisuje Eleonorę jako najpiękniejszą, najbardziej zdeterminowaną i taktowną kobietę; nieliczne źródła są jednoznaczne w tym względzie, dodając, że nigdy nie przyjmowała z rezygnacją swojego losu pozostając nieprzejednaną w dążeniu do swoich praw mimo niewielkiej nadziei na powodzenie. Jej pogrzeb został sfinansowany z datków zebranych przez baliwów.
W 1246 roku Henryk III opłacił kapelana, aby odprawiał codzienne msze poświęcone jej pamięci. W 1268 przekazał dwór Melksham, miejsce cieszące się przychylnością Eleonory, opactwu w Amesbury; w ten sposób, pośmiertnie, stała się dobroczyńcą konwentu.

## Przodkowie
|  |                                         |  |  |  |  |  |  |  |  |  |  |  |  |  |  |  |
|  | 16. Fulko V                             |  |  |  |  |  |  |  |  |  |  |  |  |  |  |  |
|  |                                         |  |  |  |  |  |  |  |  |  |  |  |  |  |  |  |
|  |                                         |  |  |  |  |  |  |  |  |  |  |  |  |  |  |  |
|  | 8. Godfryd V Plantagenet                |  |  |  |  |  |  |  |  |  |  |  |  |  |  |  |
|  |                                         |  |  |  |  |  |  |  |  |  |  |  |  |  |  |  |
|  |                                         |  |  |  |  |  |  |  |  |  |  |  |  |  |  |  |
|  | 17. Ermengarda z Maine                  |  |  |  |  |  |  |  |  |  |  |  |  |  |  |  |
|  |                                         |  |  |  |  |  |  |  |  |  |  |  |  |  |  |  |
|  |                                         |  |  |  |  |  |  |  |  |  |  |  |  |  |  |  |
|  | 4. Henryk II Plantagenet                |  |  |  |  |  |  |  |  |  |  |  |  |  |  |  |
|  |                                         |  |  |  |  |  |  |  |  |  |  |  |  |  |  |  |
|  |                                         |  |  |  |  |  |  |  |  |  |  |  |  |  |  |  |
|  | 18. Henryk I Beauclerc                  |  |  |  |  |  |  |  |  |  |  |  |  |  |  |  |
|  |                                         |  |  |  |  |  |  |  |  |  |  |  |  |  |  |  |
|  |                                         |  |  |  |  |  |  |  |  |  |  |  |  |  |  |  |
|  | 9. Matylda normandzka                   |  |  |  |  |  |  |  |  |  |  |  |  |  |  |  |
|  |                                         |  |  |  |  |  |  |  |  |  |  |  |  |  |  |  |
|  |                                         |  |  |  |  |  |  |  |  |  |  |  |  |  |  |  |
|  | 19. Matylda Szkocka (siostra Dawida I)  |  |  |  |  |  |  |  |  |  |  |  |  |  |  |  |
|  |                                         |  |  |  |  |  |  |  |  |  |  |  |  |  |  |  |
|  |                                         |  |  |  |  |  |  |  |  |  |  |  |  |  |  |  |
|  | 2. Godfryd II Plantagenet               |  |  |  |  |  |  |  |  |  |  |  |  |  |  |  |
|  |                                         |  |  |  |  |  |  |  |  |  |  |  |  |  |  |  |
|  |                                         |  |  |  |  |  |  |  |  |  |  |  |  |  |  |  |
|  | 20. Wilhelm IX Trubadur                 |  |  |  |  |  |  |  |  |  |  |  |  |  |  |  |
|  |                                         |  |  |  |  |  |  |  |  |  |  |  |  |  |  |  |
|  |                                         |  |  |  |  |  |  |  |  |  |  |  |  |  |  |  |
|  | 10. Wilhelm X Święty                    |  |  |  |  |  |  |  |  |  |  |  |  |  |  |  |
|  |                                         |  |  |  |  |  |  |  |  |  |  |  |  |  |  |  |
|  |                                         |  |  |  |  |  |  |  |  |  |  |  |  |  |  |  |
|  | 21. Filipa tuluzańska                   |  |  |  |  |  |  |  |  |  |  |  |  |  |  |  |
|  |                                         |  |  |  |  |  |  |  |  |  |  |  |  |  |  |  |
|  |                                         |  |  |  |  |  |  |  |  |  |  |  |  |  |  |  |
|  | 5. Eleonora Akwitańska                  |  |  |  |  |  |  |  |  |  |  |  |  |  |  |  |
|  |                                         |  |  |  |  |  |  |  |  |  |  |  |  |  |  |  |
|  |                                         |  |  |  |  |  |  |  |  |  |  |  |  |  |  |  |
|  | 22. Amalryk I                           |  |  |  |  |  |  |  |  |  |  |  |  |  |  |  |
|  |                                         |  |  |  |  |  |  |  |  |  |  |  |  |  |  |  |
|  |                                         |  |  |  |  |  |  |  |  |  |  |  |  |  |  |  |
|  | 11. Aenor z Châtellerault               |  |  |  |  |  |  |  |  |  |  |  |  |  |  |  |
|  |                                         |  |  |  |  |  |  |  |  |  |  |  |  |  |  |  |
|  |                                         |  |  |  |  |  |  |  |  |  |  |  |  |  |  |  |
|  | 23. Dangeroza z l'Isle Bouchard         |  |  |  |  |  |  |  |  |  |  |  |  |  |  |  |
|  |                                         |  |  |  |  |  |  |  |  |  |  |  |  |  |  |  |
|  |                                         |  |  |  |  |  |  |  |  |  |  |  |  |  |  |  |
|  | 1. Eleonora bretońska                   |  |  |  |  |  |  |  |  |  |  |  |  |  |  |  |
|  |                                         |  |  |  |  |  |  |  |  |  |  |  |  |  |  |  |
|  |                                         |  |  |  |  |  |  |  |  |  |  |  |  |  |  |  |
|  | 24. Szczepan, hrabia Tréguieru          |  |  |  |  |  |  |  |  |  |  |  |  |  |  |  |
|  |                                         |  |  |  |  |  |  |  |  |  |  |  |  |  |  |  |
|  |                                         |  |  |  |  |  |  |  |  |  |  |  |  |  |  |  |
|  | 12. Alan Bretoński                      |  |  |  |  |  |  |  |  |  |  |  |  |  |  |  |
|  |                                         |  |  |  |  |  |  |  |  |  |  |  |  |  |  |  |
|  |                                         |  |  |  |  |  |  |  |  |  |  |  |  |  |  |  |
|  | 25. Hawiza z Guingamp                   |  |  |  |  |  |  |  |  |  |  |  |  |  |  |  |
|  |                                         |  |  |  |  |  |  |  |  |  |  |  |  |  |  |  |
|  |                                         |  |  |  |  |  |  |  |  |  |  |  |  |  |  |  |
|  | 6. Konan IV Młodszy                     |  |  |  |  |  |  |  |  |  |  |  |  |  |  |  |
|  |                                         |  |  |  |  |  |  |  |  |  |  |  |  |  |  |  |
|  |                                         |  |  |  |  |  |  |  |  |  |  |  |  |  |  |  |
|  | 26. Conan III Gruby                     |  |  |  |  |  |  |  |  |  |  |  |  |  |  |  |
|  |                                         |  |  |  |  |  |  |  |  |  |  |  |  |  |  |  |
|  |                                         |  |  |  |  |  |  |  |  |  |  |  |  |  |  |  |
|  | 13. Berta bretońska                     |  |  |  |  |  |  |  |  |  |  |  |  |  |  |  |
|  |                                         |  |  |  |  |  |  |  |  |  |  |  |  |  |  |  |
|  |                                         |  |  |  |  |  |  |  |  |  |  |  |  |  |  |  |
|  | 27. Matilda FitzRoy (córka Henryka I)   |  |  |  |  |  |  |  |  |  |  |  |  |  |  |  |
|  |                                         |  |  |  |  |  |  |  |  |  |  |  |  |  |  |  |
|  |                                         |  |  |  |  |  |  |  |  |  |  |  |  |  |  |  |
|  | 3. Konstancja Bretońska                 |  |  |  |  |  |  |  |  |  |  |  |  |  |  |  |
|  |                                         |  |  |  |  |  |  |  |  |  |  |  |  |  |  |  |
|  |                                         |  |  |  |  |  |  |  |  |  |  |  |  |  |  |  |
|  | 28. Dawid I Szkocki (brat Matyldy)      |  |  |  |  |  |  |  |  |  |  |  |  |  |  |  |
|  |                                         |  |  |  |  |  |  |  |  |  |  |  |  |  |  |  |
|  |                                         |  |  |  |  |  |  |  |  |  |  |  |  |  |  |  |
|  | 14. Henryk Dunkeld                      |  |  |  |  |  |  |  |  |  |  |  |  |  |  |  |
|  |                                         |  |  |  |  |  |  |  |  |  |  |  |  |  |  |  |
|  |                                         |  |  |  |  |  |  |  |  |  |  |  |  |  |  |  |
|  | 29. Matylda, hrabina Huntingdon         |  |  |  |  |  |  |  |  |  |  |  |  |  |  |  |
|  |                                         |  |  |  |  |  |  |  |  |  |  |  |  |  |  |  |
|  |                                         |  |  |  |  |  |  |  |  |  |  |  |  |  |  |  |
|  | 7. Małgorzata z Huntingdon              |  |  |  |  |  |  |  |  |  |  |  |  |  |  |  |
|  |                                         |  |  |  |  |  |  |  |  |  |  |  |  |  |  |  |
|  |                                         |  |  |  |  |  |  |  |  |  |  |  |  |  |  |  |
|  | 30. Wilhelm z Warenne, 2. hrabia Surrey |  |  |  |  |  |  |  |  |  |  |  |  |  |  |  |
|  |                                         |  |  |  |  |  |  |  |  |  |  |  |  |  |  |  |
|  |                                         |  |  |  |  |  |  |  |  |  |  |  |  |  |  |  |
|  | 15. Ada z Warenne                       |  |  |  |  |  |  |  |  |  |  |  |  |  |  |  |
|  |                                         |  |  |  |  |  |  |  |  |  |  |  |  |  |  |  |
|  |                                         |  |  |  |  |  |  |  |  |  |  |  |  |  |  |  |
|  | 31. Elżbieta z Vermandois               |  |  |  |  |  |  |  |  |  |  |  |  |  |  |  |
|  |                                         |  |  |  |  |  |  |  |  |  |  |  |  |  |  |  |
|  |                                         |  |  |  |  |  |  |  |  |  |  |  |  |  |  |  |